# Rivière Martigny
Pour les articles homonymes, voir Martigny (homonymie).
La rivière Martigny est un affluent de la rivière Turgeon coulant dans la municipalité d'Eeyou Istchee Baie-James, en Jamésie, dans la région administrative du Nord-du-Québec  (Canada). 
Ce bassin versant est couvert de plusieurs zones de marais. 

## Géographie
Les principaux bassins versants voisins de la rivière Martigny sont :
- côté nord : rivière Harricana, rivière Breynat, rivière Mannerelle, rivière Malouin ;
- côté est : rivière Harricana, rivière Samson ;
- côté sud : rivière Turgeon, rivière Wawagosic ;
- côté ouest : rivière Turgeon, rivière du Détour.

Le lac de tête de la rivière Martigny (altitude : 241 m) est situé dans la municipalité d'Eeyou Istchee Baie-James.
À partir de ce lac, le courant coule vers le situé au nord-ouest de l'embouchure de la rivière Martigny, au sud-est de l'embouchure de la rivière Harricana, à l'est de la frontière de l'Ontario.
À partir de la source, la rivière Martigny coule sur environ 40 km selon les segments suivants :
- vers le nord-est traversant la partie sud du lac Tanguay puis jusqu'à son embouchure sur la rive nord-ouest du lac aux Épices jusqu'à sa décharge situé au sud-est ;
- vers le sud-est jusqu'à la décharge d'un ensemble de lacs venant du sud, notamment Lemoyne, Laforge et Bouchard ;
- vers le sud-est jusqu'à la rive ouest du lac Martigny ;
- vers le sud-est en traversant le lac Martigny (altitude : 242 m) jusqu'à sa décharge ;
- vers le sud-est en traversant le lac du Doigt jusqu'à sa décharge ;
- vers le sud-est, jusqu'à son embouchure[2].

La rivière Martigny se déverse sur la rive nord de la rivière Turgeon à :
- au sud-ouest de l'embouchure de la rivière Turgeon ;
- au sud-est de l'embouchure de la rivière Harricana ;
- à l'est de la frontière de l'Ontario ;
- à l'ouest du centre-ville de Matagami.

## Toponymie
Le toponyme « rivière Martigny » a été officialisé le 5 décembre 1968 à la Commission de toponymie du Québec, soit lors de sa fondation.